# Rosa yuyamensis
Rosa yuyamensis är en rosväxtart som beskrevs av Homiki Uyeki. Rosa yuyamensis ingår i släktet rosor, och familjen rosväxter. Inga underarter finns listade i Catalogue of Life.